# سازوکار هیگز
سازوکار هیگز در فیزیک ذرات یک مکانیزم ضروری برای توضیح مکانیزم ایجادِ جرم است. این تقریباً مهمترین ویژگی تمام ذرات بنیادی است.

## خوانش بیشتر
- Schumm, Bruce A. (۲۰۰۴) Deep Down Things. Johns Hopkins Univ. Press. Chpt. ۹.